# ティモシー・ジョンソン
ティモシー・ジョン・ジョンソン (英: Timothy Jon Johnson、1960年1月29日 – 2012年10月21日) はアメリカ合衆国のカントリーミュージックの作詞家である。ジョンソンはダリル・シングルタリーの「I Let Her Lie」や ダイアモンド・リオの「God Only Cries」や ジミー・ウェインの「Do You Believe Me Now」、ケリー・ピックラー の「Things That Never Cross a Man's Mind」、 ティム・ルシュロフの「She Misses Him」、マーク・チェスナットの「This Heartach Never Sleeps」、ジョーイ + ロリーの 「That's Important To Me」等のシングルの作詞を担当したことで知られる。ジョンソンは作詞家の作詞家としても知られており、数々のヒットを自ら生み出しただけではなく他の才能のある作詞家達と共同制作もしていた。 
また、ジョンソンはジョーイ + ロリーのロリー・リー・フィークと共同制作したことでも知られる。ジョンソンはフィークと協力しソング・トラストと言う組織を設立した。組織に所属していたすべての新人アーティストの曲はソング・トラストの名前でクレジットされている。ソング・トラストの最初のリリースは2008年の"Bring Him Home Santa"であった。  また、彼はNashville Songwriters Association Internationalの取締役でもあった。そしてブレイン・ラーセンの最初の２つのアルバムを彼と共に手掛けた。そしてまた、ジョンソンとフィークはジャイアントスレイヤー・レコードというレーベルを所有していた。
ジョンソンは素人の作詞家とプロの作詞家を予約などを通して繋ぐ機関の共同創立者であった。機関の活動としてジョンソンはプロVS素人の教育的なビデオを仲間の作詞家であるクレイ・ミルズと共にプロデュースした。
オレゴン州ノッティで生まれ、幼少期をカスケード・マウンテンでエルク狩りをしながら過ごした。大学は当初オレゴン州セイラムにあるウィラメット大学に通っていたがその後、オレゴン大学に編入し卒業した。 ナッシュビルに作詞するために引っ越すまで、ジョンソンは5年間、日本で英語を教えていた。ジョンソンは2012年の10月に亡くなるまで妻のメ―ガン・グリーン・ジョンソンと2人の子供たちとテネシー州フランクリンに住んでいた。